# Назаров, Ильхам Ислам оглы
Ильхам Ислам оглы Назаров (азерб. İlham İslam oğlu Nəzərov; род. 5 октября 1985 года, Ширван, Азербайджан) — азербайджанский оперный певец,  заслуженный артист Азербайджана (2017), обладающий диапазоном голоса в 5 октав, первый азербайджанский контртенор. Солист Азербайджанской государственной академической филармонии им. М.Магомаева и Государственного академического театра оперы и балета, создавший наибольшее число образов (49) на Азербайджанской и мировой оперных сценах. Старший преподаватель Бакинской Музыкальной Академии.

## Деятельность
Ильхам Назаров родился 5 октября 1985 года в городе Ширван. С ранних лет проявлял интерес к музыке. Музыкальное образование получил в классе ханенде народного артиста Агахана Абдуллаева, но позже занялся академическим вокалом. В 2003 году окончил Среднюю Специальную Музыкальную Школу им. Бюль-Бюля и поступил в Бакинскую Музыкальную Академию им. Узеира Гаджибейли по специальности сольное пение.
С 2000 года занимается профессиональной концертной деятельностью. Первое выступление в качестве оперного артиста состоялось в 2006 году на сцене театра в спектакле Т.Кулиева «Баку» на «Творческой сцене UNS». Принимал участие во множестве фестивалей и международных конкурсов, оперных спектаклей, выступал с сольной концертной программой. После премьеры оперы «Интизар» народной артистки Ф.Ализаде был приглашён в качестве солиста в Азербайджанский Государственный Академический Театр Оперы и Балета, где позже создал образы Нофаля, Алеко, Бетто ди Синьи, Сильвио, Папагено, Прилепы, Керубино и др.
В 2010 году после окончания магистратуры Бакинской Музыкальной Академии поступил в Accademia D’arte Lyrica Osimo в Италии, где проходил обучение в классе известного педагога Винченцо де Виво. Спустя год поворотным моментом в творчестве Назарова стала практика исполнения с контртеноровым голосом, что позволило ему войти в историю азербайджанской музыкальной культуры как первому контратенору. Дебют в новом качестве состоялся в Италии в оратории А.Скарлатти «Passione secondo Giovanni» (Тесто, Пилатус). В дальнейшем Назаров брал мастер-классы у всемирно известных мастеров вокала Ф.Фаджоли, Ф.Жаруски и других.
Известность артисту принесли созданные им образы Ринальдо, Сесто, Арнальта, Нерона, Орфея, Оттона, Мегабиса, Ореста, Зибеля, Адоне, Медоро, Оберона, графа Орловского и других. На одном из концертов, организованных в 2015 году, маэстро Риккардо Мути предложил ему выступить на музыкальном фестивале «Равенна».
В творчестве Назарова сочетается несколько жанров — в его исполнении представлены образцы народной, джазовой и эстрадной музыки. Артист выступал с Джосс Стоун, Патрисией Каас, Риккардо Мути, Филиппом Жаруски, Франко Фаджоли, Андреа Бочелли, Коко Йорк. Как оперный певец он сыграл во многих оперных спектаклях, принимал участие во множестве престижных фестивалей и концертов в Азербайджане и за его пределами. В их числе можно назвать многочисленные музыкальные фестивали, прошедшие в ряде стран Европы, в том числе «Festival de Musique Ancienne», «Baroque Music Festival», «Early Music Festival», «Renaissance Music Festival», «Festival alter Musik», «International Music Festival Bach BWV-2014-2015», «XVI Pergolezi Spontini Festival», «Silver lyre Music Festival», «Parade of countertenors-Magic of era Farinelli», «Della Valle d’Itria», «XXII Aspendos Opera and Ballet Festival», «XVIII Turksoy Opera Days» и другие.
В 2014 году на сцене Азербайджанского Государственного Академического Театра Оперы и Балета певец исполнил партию Керубино из оперы Моцарта «Свадьба Фигаро». А в 2016 году артист ом создан образ Прилепы в опере Чайковского «Пиковая дама» в качестве контртенора. Назаров считается популяризатором музыки Барокко в азербайджанской музыкальной культуре.
Назаров — контртенор сопранист, а диапазон голоса позволяет ему исполнять партии баса, баритона, а также альта, контральто, меццо-сопрано и сопрано. Артист является участником и победителем десятков вокальных конкурсов. Среди них можно отметить «International Baroque Music Competition» (I место), «The Best Countertenor of the World» (II место), «IV Международный конкурс вокалистов им. Магомаева» (I место), телеконкурс «Большая опера» (финалист), «International Vocal Coach Competition» (I место), «Voice of Astana» (III место), «Concorso Internazionale Musicale Citta di Pesaro» (I место), Международный конкурс имени Дж.Гаджиева (Гран-При), «Best F.Schubert İnterpreter» (I место) и др.
В 2019 году артист исполнил вокальную партию в цикле Ф.Шуберта «Лебединая песня» в качестве контртенора, а 6 августа 2020 года запись выступления была выпущена на CD-диске. Назаров выступал на оперных и концертных сценах более чем 45 стран мира. О жизни и творчестве певца в 2020 году вышла книга «Ильхам Назаров: голос без границ…», написанная доктором философских наук, заслуженным деятелем искусств Гюльназ Абдуллазаде.
Женат, имеет троих детей.

## Педагогическая деятельность
Занимаясь педагогической деятельностью с 2008 года, подготовил десятки лауреатов республиканских и международных конкурсов. Артист неоднократно был включён в состав жюри ряда международных конкурсов, среди которых III конкурс исполнителей на национальных музыкальных инструментах, ханенде и вокалистов, посвященный 120-летию со дня рождения Бюль-Бюля, в 2017 году — Республиканский конкурс по вокальному и эстрадному пению и Вокальный конкурс, прошедший при поддержке Министерства Культуры и Туризма в Азербайджанском Государственном Театре Песни им. Рашида Бейбутова, в 2018 году — «International Baroque Singing Competition», прошедший во Франции, и «International Singing Competition» , прошедший в Австрии, Международный эстрадный конкурс K-Pop, прошедший в Оперной студии Бакинской музыкальной академии в 2019 году, международный конкурс «World Harmony», прошедший в 2020 году и другие. В настоящее время Назаров преподаёт академический и эстрадный вокал на кафедре «Сольного пения и оперной подготовки» Бакинской Музыкальной Академии им. У. Гаджибейли, в Средней Специальной Музыкальной Школе им. Бюль-Бюля и в музыкальной школе № 35 имени Г. Г. Шароева.

## Научная деятельность
И.Назаров — докторант Бакинской Музыкальной Академии им. У.Гаджибейли. Неоднократно выступал на республиканских и международных конференциях со статьями о творчестве выдающегося певца М.Магомаева, публиковался в ряде научных журналов, а также составил программу по эстрадному пению, предназначенную для студентов, обучающихся на ступени бакалавриата.

#### Список научных статей и конференций
1. Вдохновение гения Бюльбюля // Mədəniyyət. — 2017, 23 август, № 63-64 (1452 – с. 10.[43].
2. Контртенор: необычный тембр голоса, данный Богом // -Баку: Madaniyyat.az, – 2017. (Ноябрь-Декабрь) (316), – с.73-75.[44].
3. Он Был Бюльбюлем Азербайджана... Бюльбюль-120 // – Баку: Гобустан, −2017. № 3, – с. 44-47.
4. Об исполнительской манере Бюльбюля в опере «Кёроглу» // – Баку: Консерватория, − 2018. № 2 (40), – с. 106.110.[45].
5. Роль и значение Гульназ Абдуллазаде в области музыкальной науки Азербайджана и Турции // – Баку: Madaniyyet/Culture, – 2020. Ноябрь-Декабрь (334), – с. 51-54.
6. Актуальность жанра песни в творчестве Муслима Магомаева // Материалы XXII Республиканской Научной Конференции Докторантов и Молодых Исследователей, – Баку: 22-23 ноябрь, – 2018, – с. 507-509.
7. Музыка У.Гаджибейли и К.Караева в творчестве М.Магомаева // Материалы XVIII Международной научно-практической конференции по проблемам изучения музыкальной культуры тюркских народов,-Баку, − 12-13 май, − 2019, – с. 62-65.
8. Созданный М.Магомаевым образ Фигаро из оперы Дж.Россини «Севильский цирюльник» в истории Азербайджанского Государственного Академического Театра Оперы и Балета им. М. Ф. Ахундова // Международная конференция «Искусство глазами молодых», – Красноярск: 28-29 март, – 2019, – c. 15-17.[44].
9. Роль певца Муслима Магомаева в эстрадной музыке как композитор // Современный Азербайджанский композитор и время. Материалы Республиканской Научной Конференции Докторантов и Молодых Исследователей, – Баку: 11-13 апрель, – 2019, – c.142-147.[46].
10. Вокальный и акустический анализ исполнения M.Mагомаевым Kаватины Фигаро // – Баку: Консерватория,  − 2019. № 2 (44), – с. 30-37.
11. Азербайджанская вершина в песнях Муслима Магомаева // –Баку: Гобустан, − 2019.№ 3, – с.40-42.
12. Краткий обзор развития Азербайджанского классического и эстрадного вокала // – Баку: Madaniyyat.az, – 2019. Июль-Августь (326), – с.52-55.
13. Влияние международного конкурса вокалистов им. Муслима Магомаева на деятельность молодых исполнителей // – Баку: Актуальные проблемы музыкальной науки, культуры и образования, – 2019. № 1 (7), – с. 61-69.
14. Актерская деятельность Муслима Магомаева в структуре творческого процесса создания роли // – Баку: Мир культуры, – 2019.XXXVII, – с. 88-94.[47].
15. Особенности интерпретации романсов У.Гаджибейли в исполнении Муслима Магомаева // – Москва: Музыка и время, − 2020.№(2), – c.23-29.
16. Краткий обзор образов, воплощенных Муслимом Магомаевым в сценической деятельности // – Нахчиван: Поиски, − 2020. No.2 (36), – с. 159-169.[48].
17. Характерные элементы вокально-исполнительского стиля Муслима Магомаева // – Баку: Консерватория, − 2020. № 1-2 (47), – с.107-115.[49]
18. Особенности интерпретации оперных арий азербайджанских и западноевропейских композиторов в исполнении Муслима Магомаева // Киев: Вестник Киевского национального университета культуры и искусств. Серия: Музыкальное искусство, 2020.3, № 2, – с.204-217.[50]
19. Камерно-вокальное творчество Муслима Магомаева: в контексте романсов С.Рахманинова // – Баку: Юный исследователь, – 2020. Т.6 № 2, – с. 123-129.

## Научные статьи о творчестве И.Назарова
О творчестве Ильхама Назарова и особенностях тембра голоса публикуются статьи в ведущих научных журналах Азербайджана, Украины и других стран.
1. Бакирова, Г. Некоторые особенности в оперном исполнении Ильхама Назарова // – Баку: Музыкальный мир, – 2019. № 4/81, – c. 108-115.
2. Бакирова, Г. Ильхам Назаров – новый этап в Азербайджанском вокальном исполнительском искусстве...// – Баку: Madaniyyat/Culture, − 2020. Январь-Февраль (329), – с. 64-67.
3. Пириев, Р. Роль Европейской академической школы вокального исполнительства в становлении Ильхама Назарова как контртенора // -Нахчиван: Поиски, – 2020.No.2 (36), – с.159-169.
4. Кухмазова, Ю. О новаторских особенностях творчества Ильхама Назарова в контексте Азербайджанского вокального исполнение // –Баку: Актуальные проблемы музыкальной науки, культуры и образования, – 2020.№ 1 (8), – с. 61-69.
5. Аскерова,Х.Народная песня «Сары гелин» в интерпретации Ильхама Назарова // – Баку: Madaniyyat/Culture, − 2020.Сентябрь-Октябрь (333). – с. 38-41.[51]
6. Гумбатов,В. Научное творчество Ильхама Назарова, яркого представителя современной школы вокального исполнения Азербайджана // – Киев: Вестник Киевского национального университета культуры и искусств. Серия “Музыкальное Искусство”, − 2020, Т.3, № 2 – с. 132-145.[52]

## Композиторская деятельность
Вокалист является автором двух песен для голоса и фортепиано:
1. Beni hor görme, kardeşim! (на слова Ашуг Вейсел Шатыроглы)(2019)[53], которая впервые прозвучала на фестивале в Турции в 2019 году и была удостоена премии;
2. Ey, təbib (на слова Насими) (2019)[54], прозвучавшая в исполнении автора на республиканском конкурсе-фестивале, прошедшем в Бакинской музыкальной академии и посвящённом 650-летнему юбилею Насими.

## Награды и звания
- Заслуженный артист Азербайджанской Республики — 9 марта 2017 года[55].
- Обладатель Президентской премии — 9 мая 2018 года[56], 10 мая 2019 года[57] и 7 мая 2020 года[58].
- Обладатель юбилейной медали «100 лет азербайджанской армии (1918—2018)» за отличие в воинской службе (2008)